# Алеф дос Сантос Салданья
Алеф дос Сантос Салданья (порт. Alef dos Santos Saldanha, нар. 28 січня 1995, Нова-Одесса) — бразильський футболіст, півзахисник угорського клубу «МОЛ Фегервар». Грав за молодіжну збірну Бразилії.

## Клубна кар'єра
У дорослому футболі дебютував 2013 року виступами за команду клубу «Понте-Прета», за яку взяв участь у 19 матчах чемпіонату.
2014 року був орендований французьким «Олімпіком» (Марсель), де, втім, грав лише за команду дублерів.
У липні 2015 року за 750 тисяч євро перейшов до португальської «Браги», де також отримав місце лише у другій команді клубу. Через рік, провівши за головну команду португальського клубу лише одну гру, був відданий в оренду до катарського «Умм-Салаля». Згодом також на умовах оренди провів по одному сезону в кіпрському «Аполлоні» (Лімасол), грецькому АЕК та знову на Кіпрі у складі клубу АПОЕЛ
У серпні 2020 року став гравцем угорського клубу «МОЛ Фегервар».

## Виступи за збірну
З 2015 року залучається до складу молодіжної збірної Бразилії. На молодіжному рівні зіграв у 5 офіційних матчах. Був учасником молодіжного чемпіонату світу 2015 року, на якому бразильська «молодіжка» здобула срібні нагороди.

## Досягнення
- Срібний призер молодіжного чемпіонату світу 2015
- Володар Суперкубка Кіпру (2):

«Аполлон»: 2017
АПОЕЛ: 2019